# 愛知県立豊丘高等学校
愛知県立豊丘高等学校（あいちけんりつ ゆたかがおか こうとうがっこう）は、愛知県豊橋市豊岡町（とよおかちょう）にある公立の高等学校。学校の略称は「豊（ゆたか）」。

## 概要
東三河全域から通学。戦後の人口急増を背景に豊橋市東部地区に開校。校舎北東の方角に霊山石巻山が聳え、運動場からは雄大で青々とした山並みを望むことができる。校歌冒頭の一節は「山脈遠く石巻の裾野はれゆく豊陵に」。日々生活穏やかながらも、自主性を重んじる校風である。

## 沿革
- 1963年（昭和38年） - 開校（普通科・家政科）。
- 1973年（昭和48年） - 学校群制度により、普通科が愛知県立豊橋東高等学校と豊橋第二学校群（通称：豊橋二群）を組む。
- 1989年（平成元年） - 複合選抜方式を導入。
- 1995年（平成7年） - 家政科を生活文化科と改称。

## 理念
豊丘高等学校校歌「石巻の野」
- 作詞：伊藤節夫
- 作曲：都築健太郎

豊丘高等学校応援歌
- 作詞：田中貞江
- 作曲：都築健太郎

校旗・校章
- 燻し銀の「豊」に、黄金色の「高」をあしらう。謙虚さ、剛健さ、栄光を表している。
- スクールカラーはえんじ色

教育目標
- 自主・創造
- 敬愛・連帯
- 健康・安全

## 行事
校内球技大会（バレーボール）
- 30年以上続く伝統行事。毎年5月下旬または6月上旬に行われる。
- 1年生から3年生まで合同で行い、熾烈な戦いが繰り広げられる。

豊陵祭
- 名前は校歌の歌詞に由来し、9月に行われる一連の行事を指す。
- 文化・芸術に親しむ会、合唱コンクール（YUTAKAI）、文化祭、体育大会、フィナーレ。以前は後夜祭も行われていた。

## 部活動
過去、女子バレーボール部は強豪として知られ、過去インターハイ8度の出場を誇る。近年は男子バスケットボール、水泳、女子ソフトボール、女子ハンドボール、放送、和太鼓の各部が県大会で好成績を収め、上位大会に進出するなどしている。

### 運動部
- 野球
- ソフトボール
- テニス
- ソフトテニス
- バレーボール
- ハンドボール
- サッカー
- バスケットボール
- 陸上競技
- 卓球
- 水泳
- 柔道
- 弓道
- 剣道

### 文化部
- 吹奏楽
- 演劇
- 美術
- 茶道
- 華道
- 食物
- 音楽
- 和太鼓
- 放送
- 自然科学

### 同好会・愛好会
- 若鷹（ボランティア）
- 手芸
- 文芸

## 交通
- 豊橋鉄道東田本線 運動公園前停留場下車、徒歩で約3分。

## 出身者
- 佐藤和沙 - グラビアアイドル
- 冨安徳久 - ティア創業者
- 山本祥子 - プロゴルファー